# Pedra da Mina
A Pedra da Mina, ou ocasionalmente o pico da Pedra da Mina, é oficialmente a quarta montanha mais alta do Brasil, com 2798 metros de altitude.
Localiza-se na serra Fina, uma seção da serra da Mantiqueira, por sua vez uma das cadeias de montanhas mais importantes do país. A Pedra da Mina situa-se na divisa entre os Estados de Minas Gerais e São Paulo, respectivamente ao seu norte e sul, e seu cume forma o ponto tríplice das divisas do município mineiro de Passa Quatro e dos paulistas de Lavrinhas e Queluz. O cume é ainda o ponto mais alto da serra da Mantiqueira e do Estado de São Paulo, e a segunda montanha mais alta de Minas Gerais.
Além de ser uma das montanhas mais altas do Brasil, a Pedra da Mina também se destaca por sua curiosa história (veja abaixo), já que apesar da sua elevada altitude e de localizar-se relativamente próxima a regiões densamente povoadas, até o início do século XXI a montanha era quase desconhecida. Também não se conhecia sua altitude exata e sua importância não era reconhecida até muito recentemente, mostrando assim que até mesmo no século XXI, a exploração geográfica ainda pode reservar surpresas. No caso da Pedra da Mina, estatísticas oficiais e livros escolares tiveram que ser corrigidos e surgiu um novo e popular destino de montanhismo e ecoturismo.
O nome da montanha deve-se ao fato de que quatro pequenos riachos brotam da montanha próximos ao seu topo.
A Pedra da Mina não se localiza em nenhum parque nacional ou estadual, mas está incluída na Área de Proteção Ambiental Serra da Mantiqueira. Portanto, ainda assim conta com alguma proteção legal. Além disto, o lado paulista da montanha faz parte de uma Reserva Particular do Patrimônio Natural (RPPN).

## História

### Primeira subida documentada e anos subsequentes (1955-1999)
A primeira subida documentada da Pedra da Mina ocorreu em 1955, por um grupo de oito pessoas formado por iniciativa de quatro imigrantes alemães (Henning Bobrik, Gunther Engels, Felix Bernhard Hacker e Theodor Reimar Hacker). Eles haviam sido montanhistas alpinos em seu país natal, mantiveram o hobby quando vieram para o Brasil e decidiram explorar a então relativamente desconhecida serra Fina, que eles haviam avistado ao explorarem anteriormente o maciço do Itatiaia, que é próximo. Foram acompanhados pelo fazendeiro José Dias, de Passa Quatro, e três dos seus empregados (José Vidal, Geraldo Américo e Sebastião Pedro). O grupo decidiu abordar a serra a partir do lado mineiro, muito menos íngreme, e depois de quatro dias difíceis, com muito frio, chuva e neblina, os oito homens chegaram ao topo da Pedra da Mina, que eles identificaram corretamente como sendo o ponto mais alto da serra Fina, em 8 de julho de 1955. Com um barômetro, eles mediram uma altitude de 2718 m. A descida durou mais três dias.
Mais tarde, o relativo isolamento da serra Fina, que é desabitada, não é atravessada por nenhum passo ou estrada, tem relevo íngreme e é cercada de vegetação densa, manteve a área pouco conhecida, mal mapeada e raramente explorada até o final do século XX, a não ser por esporádicas expedições dos membros do pequeno Clube Alpino Paulista a partir da década de 1970. Os mapas antigos da região mostravam valores altamente discrepantes para a altitude da Pedra da Mina, desde 2437 m em algumas cartas aeronáuticas até 2770 m na carta topográfica oficial do Instituto Brasileiro de Geografia e Estatística (IBGE) para a área, editada em 1974. Com efeito, em janeiro de 2000 um pequeno avião chocou-se com a montanha vizinha à Pedra da Mina, possivelmente devido a cartas aeronáuticas incorretas, matando seus quatro ocupantes. Os destroços ainda podem ser vistos na montanha, que por esta razão é hoje conhecida como Pico do Avião.

### Novas medições de altitude e popularização (1999-)

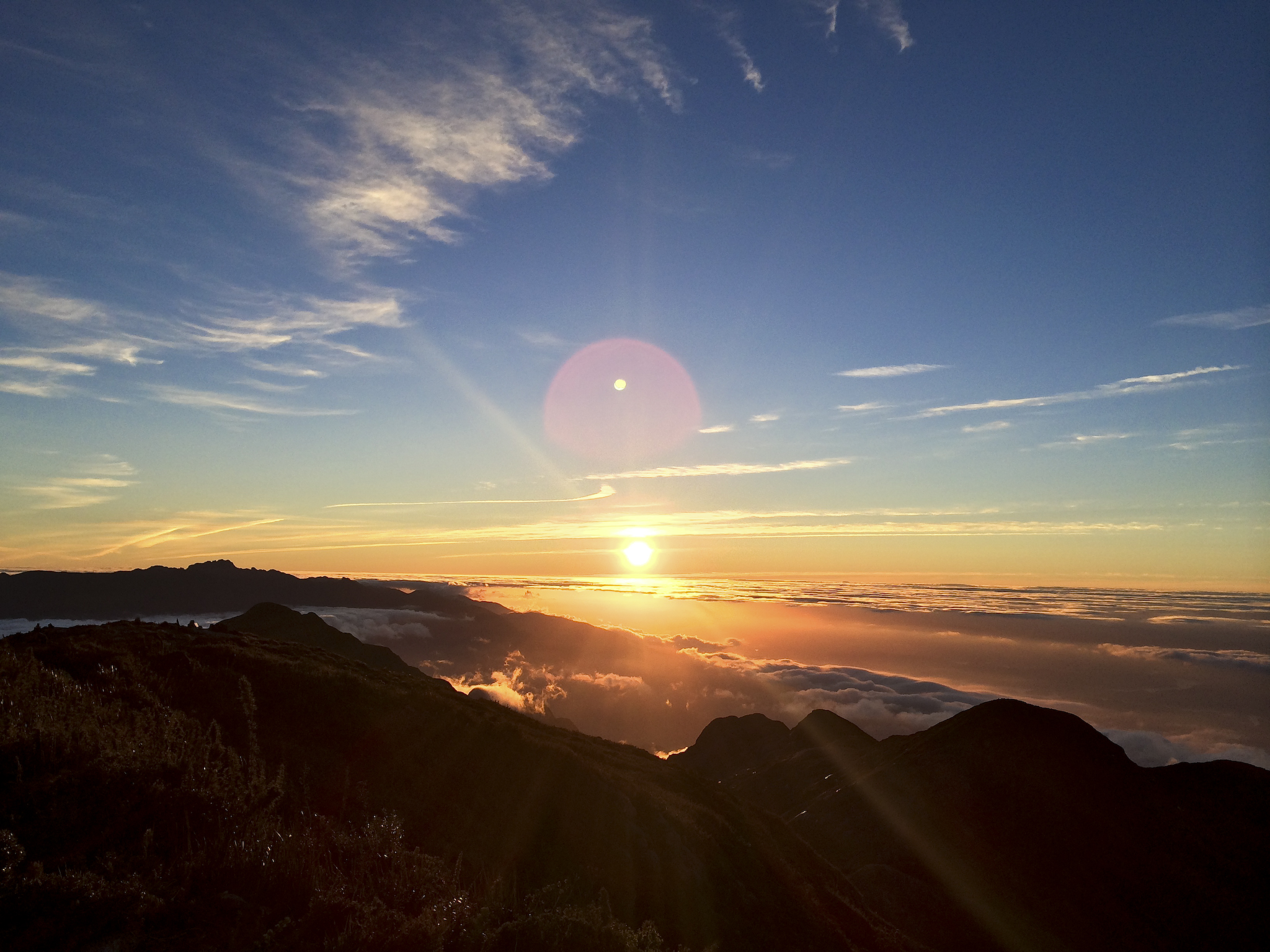
Nascer do sol visto do cume da Pedra da Mina. O maciço do Itatiaia pode ser visto ao fundo, à esquerda. Seu ponto mais alto, visível na imagem, é o pico das Agulhas Negras, que até 2000 se pensava ser o ponto mais alto da serra da Mantiqueira, mas que se descobriu então ser na verdade cerca de 7 metros mais baixo que a Pedra da Mina. Os dois picos ficam a aproximadamente 20 km de distância um do outro, em linha reta.

#### Lorenzo Bagini e USP (1999-2000)
Sem uma medição precisa das montanhas da serra Fina, até 1999 pensava-se que o ponto mais alto da serra da Mantiqueira era o conhecido pico das Agulhas Negras, com sua forma característica, no vizinho Maciço do Itatiaia, então com uma altitude oficial de 2787 m. Naquele ano, o hoje geógrafo Lorenzo Giuliano Bagini, na época ainda estudante de graduação da Universidade de São Paulo (USP), que também era montanhista e conhecia a região, suspeitou que a Pedra da Mina fosse mais alta do que se pensava, e mediu sua altitude por GPS, obtendo 2796 m. Isso tornaria a Pedra da Mina alguns metros mais alta que o pico das Agulhas Negras. Bagini notificou a universidade, que no ano seguinte acabou enviando uma expedição oficial à montanha, levando um equipamento de GPS profissional de altíssima precisão, e encontrou uma altitude um metro ainda mais alta que a anteriormente medida por Bagini.

#### Projeto Pontos Culminantes (2004)
No entanto, de acordo com as leis federais brasileiras, nenhum dado geográfico pode ser oficialmente aceito no país se não for publicado pelo IBGE. Embora a expedição da USP tivesse total credibilidade e não se duvidasse da precisão da sua medida, o IBGE está legalmente impedido de aceitar ou reconhecer quaisquer dados geográficos que não os seus próprios. Além disto, o IBGE usa parâmetros de georreferenciamento diferentes dos da USP. Esta foi uma das motivações para o IBGE lançar o Projeto Pontos Culminantes do Brasil, em associação com o Instituto Militar de Engenharia (IME), com o objetivo de medir com precisão a altitude das montanhas mais altas do país, utilizando a mais moderna tecnologia de GPS.
Assim, como partes do projeto, tanto a Pedra da Mina quanto o pico das Agulhas Negras (além de diversas outras montanhas) foram escalados em 2004 e suas altitudes medidas. A expedição conjunta mais uma vez confirmou que a Pedra da Mina de fato era alguns metros mais alta que o até então ponto culminante oficial da Mantiqueira, com 2798,39 m, contra 2791,55 m do pico das Agulhas Negras - uma diferença de 6,84 m. O IBGE logo revisou seus dados publicados para que estes refletissem a nova altitude oficial da montanha e sua posição no ranking das montanhas brasileiras.

#### Repercussão
O fato de que o ponto mais alto do estado mais populoso do Brasil e também de uma das mais importantes cadeias de montanhas do país tinha sido praticamente desconhecido até então foi uma grande surpresa, amplamente noticiada na imprensa brasileira, criando uma sensação e muita curiosidade entre os aventureiros e montanhistas brasileiros, que começaram a escalar a Pedra da Mina e a explorar a serra Fina com mais frequência.

#### Correção da altitude em função do geoide (2016)
Em 2015, o IBGE completou um novo mapeamento mais preciso do território brasileiro quanto ao geoide, a superfície imaginária e irregular, baseada no campo gravitacional da Terra, que serve de referência para medições de altitude. Isto levou o Instituto a recalcular a altitude das montanhas medidas no projeto anterior em função da nova referência. Os novos dados foram publicados em fevereiro de 2016. A altitude da Pedra da Mina foi corrigida para 2798,06 m - uma diferença de 33 cm a menos. Ao mesmo tempo, o pico das Agulhas Negras passou a ter oficialmente 2790,94 m, ou 61 cm menos. Assim, a Pedra da Mina aumentou ligeiramente a vantagem sobre seu vizinho e rival, para 7,12 m.

## Topografia
Considerando que a cidade de Queluz fica apenas 14 km em linha reta ao sul da montanha, mas a cidade fica no Vale do Paraíba a apenas 497 m acima do nível do mar, a encosta sul (paulista) da Pedra da Mina tem uma das maiores e mais abruptas diferenças de altitude em todo o Brasil: 2301 m. A encosta sul inclui um paredão rochoso quase vertical de mais de 100 metros de altura próximo ao cume, e é tão íngreme que já houve alpinistas brasileiros planejando escalar o Aconcágua que usaram essa encosta para treinamento. Em contraste, como a área vizinha de Minas Gerais já é um planalto ondulado de grande altitude, a encosta norte (mineira) é muito menos íngreme e a diferença de altitude é muito menor.
Logo a leste da Pedra da Mina fica o Vale do Ruah, um dos mais altos do Brasil,[carece de fontes?] e logo ao sul fica a nascente do rio Claro (afluente do rio Paraíba do Sul), localizada a cerca de 2500 m de altitude e possivelmente a nascente mais alta do país, embora o título seja disputado com a nascente do rio Aiuruoca no Maciço do Itatiaia e talvez com nascentes em outras áreas de altitudes comparáveis às da Mantiqueira (por exemplo, no maciço da Neblina, na serra do Caparaó ou no Monte Roraima). Até 2016, não há dados confiáveis que permitam dirimir essa questão.

## Geologia
Como toda a serra Fina, a Pedra da Mina é composta de sienito nefelínico altamente alcalino. Trata-se de um tipo de rocha que é facilmente erodida e por esta razão é incomum em grandes altitudes. Acredita-se que a Pedra da Mina seja a montanha mais alta feita desse tipo de rocha em todo o continente americano e possivelmente no mundo.

## Acesso

### Trilhas do Paiolinho, Toca do Lobo e Garganta do Registro
Há quatro rotas possíveis para a subida da Pedra da Mina, mas no momento (2016), uma delas está fechada e inacessível. A montanha é quase sempre alcançada a partir do norte (ou seja, de Minas Gerais), de onde a rota mais curta é através de uma árdua trilha até o topo (com algumas partes mais íngremes de "escalaminhada"), acampando-se no cume ou próximo a ele e retornando-se no dia seguinte. Essa trilha é bem marcada e começa numa fazenda junto ao povoado de Paiolinho, no município de Passa Quatro, a 1566 m de altitude; o ponto inicial da trilha é acessível por veículos comuns de passeio através de uma estrada de terra.
Como alternativa, a Pedra da Mina também pode ser atingida como parte de uma caminhada mais longa (de alguns dias) ao longo da crista da serra Fina, alcançada por uma trilha mais a oeste que começa num local chamado "Toca do Lobo", ao lado de uma fazenda também próxima de Passa Quatro. Essa caminhada termina no município mineiro de Itamonte, na rodovia BR-354, que percorre o passo de montanha denominado Garganta do Registro, que separa a serra Fina do maciço de Itatiaia. A travessia completa da serra Fina pode ser feita nos dois sentidos, e estas seriam então as duas outras rotas viáveis no momento (2016).

### Trilha do Rio Claro
Uma quarta rota teoricamente possível, mas inviável em 2016, seria pela encosta sul (paulista), começando logo ao norte de Queluz. Essa rota é conhecida como a Trilha do Rio Claro, pois sobe o vale desse rio até a sua nascente, próxima ao topo da Pedra da Mina. Porém, essa rota é extremamente difícil e perigosa. Ela requer escalada em rocha em extensos trechos quase verticais (especialmente perto do topo), a travessia de matas fechadas e áreas acidentadas repletas de enormes pedregulhos, há perigo de deslizamentos em certos pontos e várias outras dificuldades. A área é de tão difícil acesso que, caso necessária, uma busca e salvamento só seria possível de helicóptero na maior parte do trajeto.
No entanto, o maior empecilho é que toda a encosta sul da montanha é propriedade particular - uma fazenda e Reserva Particular do Patrimônio Natural (RPPN) que se estende até a divisa interestadual na crista da serra - e os proprietários não mais autorizam a passagem. Portanto, atualmente (2016) esta rota é totalmente impraticável.

### Condições de acesso
Apesar do intenso frio para os padrões brasileiros, com frequentes temperaturas abaixo de zero grau Celsius e geada nos meses de inverno do Hemisfério Sul (maio a setembro), essa é a época recomendada para se subir à Pedra da Mina, já que o verão (outubro a abril) é também a estação chuvosa nesta parte do Brasil, o que torna as trilhas escorregadias e perigosas; relâmpagos também são um risco. Há poucas fontes de água potável, algumas delas de difícil acesso, e os montanhistas devem contar com isso em seu planejamento, especialmente na rota mais longa através da crista da serra Fina. A escassez de água obriga os montanhistas a carregarem mais peso por causa da água que precisam levar, tornando a caminhada ainda mais exaustiva. Aconselha-se àqueles que farão sua primeira visita à serra Fina que contratem um dos vários guias locais disponíveis na cidade de Passa Quatro.
A Pedra da Mina e a serra Fina em geral já foram consideradas a região brasileira de montanha mais difícil para trilhas e escaladas, devido às características dessa serra - muito fria e inóspita, relativamente remota, com terreno irregular, clima instável (especialmente no verão), escassez de água potável e vegetação densa nas encostas, mas depois que a região se tornou melhor conhecida e explorada, suas trilhas foram melhor marcadas e uma abundância de informações on-line permitiu que os montanhistas se preparassem melhor, a área é hoje uma das mais visitadas pelos montanhistas brasileiros. Estima-se que só durante o feriado prolongado de Corpus Christi de junho de 2011, aproximadamente 250 pessoas tenham tentado a travessia da serra Fina e portanto passado pela Pedra da Mina (nem todas no alto da montanha ao mesmo tempo), não incluindo aquelas que atingiram a Pedra da Mina pela trilha mais direta do Paiolinho.